# Liste des syndicats de l'Union syndicale Solidaires
 (décembre 2019).
Cet article répertorie les syndicats adhérents de l’Union syndicale Solidaires. Elle compte plus de 50 fédérations et syndicats nationaux.

## Solidaires Fonction publique
Les syndicats qui ont un champ de syndicalisation qui dépend de la fonction publique font partie de la coordination nationale Solidaires Fonction publique.
Les diverses restructurations et fusions de la Fonction publique, dans le cadre de la Révision générale des politiques publiques (RGPP), amènent Solidaires Fonction publique à s'adapter. Le syndicat s'implante donc dans diverses branches de la fonction publique où il n'était pas, ou peu représenté. C'est le cas des directions départementales interministérielles.
La coordination se compose de trois versants qui dépendent des trois versants de la fonction publique : Fonction publique d'Etat (21 organisations), Fonction publique hospitalière (SUD Santé-Sociaux) et Fonction publique territoriale (SUD Collectivités territoriales et SUD SDIS).

## Liste des fédérations et syndicats nationaux membre de l'Union syndicale Solidaires
| Logo | Nom                                                                                  | Secteur de syndicalisation |
| ---- | ------------------------------------------------------------------------------------ | --- |
|      | ALTER                                                                                | Personnel Navigant d'Air France |
|      | ASSO - Solidaires                                                                    | Secteur associatif, |
|      | Fédération SUD Solidaires des Transports Urbains et Inter-urbains                    | Transports urbains et interurbains |
|      | SNABF Solidaires                                                                     | Banque de France |
|      | SNUPFEN SolidairesSFP[›]                                                             | Office national des forêts |
|      | Solidaires à l’Industrie et au développement durable (IDD)SF[›]SFP[›]                | Ministère de l'Industrie, Ministère du Développement durable |
|      | Solidaires Assurances Assistance                                                     | Compagnies d’Assurance de France, les Cabinets de courtage, les Mutuelles et les Agents Généraux (Générali, MACIF, GMF, Mutuelle des Motards, MUTEX, MAAF...) |
|      | Solidaires BercySF[›]SFP[›]                                                          | Administration centrale du Ministère de l'Économie et des Finances |
|      | Solidaires CCRF et SCLSF[›]SFP[›]                                                    | Direction générale de la Concurrence, de la Consommation et de la Répression des fraudes |
|      | Solidaires DouanesSF[›]SFP[›]                                                        | Direction générale des Douanes et Droits indirects |
|      | Solidaires étudiant-e-s                                                              | Travailleurs en formation (étudiants, apprentis, stagiaires) |
|      | Solidaires Finances PubliquesSF[›]SFP[›]                                             | Direction générale des Finances publiques |
|      | Solidaires FSIE (Fédération des syndicats des institutions de l’État)SFP[›]          | Institutions de l'État (Assemblée nationale, Centre d'études prospectives et d'informations internationales, Ministère des affaires étrangères et du développement international) |
|      | Solidaires Informatique                                                              | Informatique et numérique (Astek, Solocal, Sopra Steria, Ubisoft, Inetum...) |
|      | Solidaires Jeunesse et SportSFP[›]                                                   | Ministère de la jeunesse et des sports |
|      | Solidaires JusticeSFP[›]                                                             | Ministère de la Justice, personnels de la justice |
|      | Solidaires MétéoSFP[›]                                                               | Météo-France |
|      | Solidaires SUD EmploiSFP[›]                                                          | France Travail |
|      | STCPOA (Syndicat des travailleurs de la Confédération paysanne et ouvriers associés) | Confédération paysanne et ouvriers associés |
|      | SUD Aérien                                                                           | Aéroports, maintenance, pilotes... |
|      | SUD Autoroutes                                                                       | Autoroutes |
|      | SUD Banque                                                                           | Banques |
|      | SUD CAM (Crédit Agricole Mutuel)                                                     | Crédit agricole mutuel |
|      | SUD Chimie                                                                           | Secteurs de la chimie |
|      | SUD Collectivités TerritorialesSFP[›]                                                | Collectivités territoriales (mairies, départements, régions...) |
|      | SUD Commerces et Services (suspendu)                                                 | |
|      | SUD éducationSFP[›]                                                                  | Ministère de l'Éducation nationale, Ministère de l'Enseignement supérieur |
|      | SUD Energie                                                                          | Énergie et électricité (EDF, Engie...) |
|      | SUD Fnac                                                                             | Fnac |
|      | SUD FPA Solidaires                                                                   | Agence nationale pour la formation professionnelle des adultes |
|      | SUD Hôtellerie-Restauration                                                          | Hôtellerie et restauration |
|      | SUD INSEESF[›]SFP[›]                                                                 | Institut national de la statistique et des études économiques |
|      | SUD IntérieurSFP[›]                                                                  | Ministère de l'Intérieur (préfectures...) |
|      | SUD Intérim Solidaires                                                               | Intérim |
|      | SUD Logement social                                                                  | Bailleurs sociaux |
|      | SUD Protection Sociale                                                               | Caisse primaire d'assurance maladie, Caisse d'allocations familiales, Caisse générale de sécurité sociale, Union de recouvrement des cotisations de sécurité sociale et d'allocations familiales, Caisse nationale de l'assurance maladie, mutuelles privées...                                                                                               |
|      | SUD PTT                                                                              | La Poste, Orange, centres d'appel, télécoms... |
|      | SUD RechercheSFP[›]                                                                  | Ministère de la recherche, Centre national de la recherche scientifique, Institut national de recherche pour l'agriculture, l'alimentation et l'environnement, Institut national de la santé et de la recherche médicale, Institut de recherche pour le développement, Institut national de recherche sur les transports et leur sécurité et recherche privée |
|      | SUD Rural TerritoiresSFP[›]                                                          | Ministère de l'Agriculture |
|      | SUD Santé SociauxSFP[›]                                                              | Santé, social, fonction publique hospitalière |
|      | SUD SDISSFP[›]                                                                       | Service départemental d'incendie et de secours |
|      | SUD Solidaires BHV                                                                   | Bazar de l'Hôtel de Ville |
|      | SUD Solidaires Prévention et Sécurité                                                | Entreprises privées de sécurité et de prévention (Securitas AB, Verisure, Mondial protection...) |
|      | SUD Travail Affaires SocialesSFP[›]                                                  | Ministère du Travail, Agences régionales de santé |
|      | SUD VPC                                                                              | Vente par correspondance |
|      | SUD-Rail                                                                             | Société nationale des chemins de fer français |
|      | SUD-Solidaires BPCE                                                                  | Banque Populaire Caisse d'Epargne |
|      | SUNDEP SolidairesSFP[›]                                                              | Enseignement privé |
|      | SUPPer                                                                               | Thales |
|      | Syndicat national des journalistes - SNJ                                             | Journalistes |
|      | Union Fédérale SUD Industrie                                                         | Industrie (Michelin,...) |
|      | Union SUD Culture et Médias SolidairesSFP[›]                                         | Culture (Bibliothèque nationale de France...) et médias (Agence France-Presse, Radio France, Presse Océan...) |

^ SF: Syndicat membre de la Fédération Solidaires finances
^ SFP: Syndicat membre de la coordination nationale Solidaires Fonction publique

## Autres pays
En Suisse, il est créé la Fédération syndicale SUD, une fédération de syndicats du service-public, elle est active dans quelques ville de la confédération comme dans le Canton de Vaud,.